# فضل عنتر
فضل محمد عنتر (من مواليد 13 نوفمبر 1995) هو لاعب كرة قدم لبناني يلعب كمهاجم لنادي شباب الساحل.

## مهنة النادي

### مهنة مبكرة
بدأ مسيرته المهنية في الصفاء عام 2017، لعب مباراتين في الدوري اللبناني الممتاز 2017–18. ثم انضم إلى التضامن صور عام 2018، وساعدهم على الفوز بكأس التحدي اللبناني عام 2018. في 17 أغسطس 2020، انضم عنتر إلى نادي البرج. أنهى عقده في 18 مايو 2021، بعد أن سجل خمسة أهداف في الدوري اللبناني الممتاز 2020–21.

## شباب الساحل
في 28 مايو 2021، انتقل إلى شباب الساحل بعقد مدته ثلاث سنوات. سجل ثلاثية في مرمى الصفاء في 18 سبتمبر، وساعد فريقه على الفوز بنتيجة 5-0. وفي الجولة التالية، يوم 25 سبتمبر، سجل عنتر أربعة أهداف في مرمى طرابلس. وأنهى النصف الأول من الموسم كأفضل هداف برصيد 10 أهداف في 11 مباراة. على الرغم من مغادرته منتصف الموسم، أنهى عنتر صدارة هدافي الدوري اللبناني الممتاز 2021–22، بالاشتراك مع محمود سبليني.

### كلنتن
في 9 يناير 2022، أعلن نادي كلنتن بالدوري الماليزي الممتاز عن انتقال عنتر، قبل موسم 2022. وسرعان ما أطلق عليه لقب "القادم [محمد] غدار "، وهو لاعب لبناني لعب أيضًا مع كلنتن. انضم رسميًا على سبيل الإعارة من شباب الساحل في 27 فبراير. سجل عنتر في أول ظهور له في 13 مارس، أمام نادي بيتالينغ جايا سيتي في الجولة الأولى من كأس الاتحاد الماليزي.

## مهنة دولية
مثل عنتر لبنان دوليًا في مستوى أقل من 23 عامًا. أستدعي لأول مرة إلى الفريق الأول استعدادًا لمباريات تصفيات كأس العالم 2022 في أكتوبر 2021. وفي 1 ديسمبر 2021، ظهر عنتر لأول مرة مع الفريق الأول في كأس العرب 2021 ، كبديل أمام مصر.

## الإحصائيات

### دولية
آخر تحديث 27 يناير 2022.
| الفريق الوطني | سنة     | الظهور | الأهداف |
| ------------- | ------- | ------ | ------- |
| لبنان         | 2021    | 3      | 0       |
| لبنان         | 2022    | 1      | 0       |
| المجموع       | المجموع | 4      | 0       |

## الإنجازات

### التضامن صور
- كأس التحدي اللبناني: 2018.[5]

### فردي
- هداف الدوري اللبناني الممتاز: 2021–22 [ا]
- هداف كأس النخبة اللبناني: 2021 [ب]

## ملحوظات
1. ↑  مع محمود سبليني
2. ↑  مع غابرييل بيطار

## وصلات خارجية
- فضل عنتر على موقع قاعدة بيانات كرة القدم.إي يو (الإنجليزية)
- فضل عنتر على موقع ناشيونال فوتبول تيمز (الإنجليزية)
- فضل عنتر على موقع Soccerway.com (الإنجليزية)
- فضل عنتر على موقع كووورة